# 0T5315/6次列车
0T5315/6次旅客列车是中国铁路运行于哈达湾站至吉林站间已停办客运的特快旅客列车，列车使用25T型客车，沿长图铁路长吉段运行，全程3公里。该车现为车底在七家子客车技术整备所整备后空载到吉林站执行Z117/118次旅客列车任务的车体运送列车，使用车次为0T5315/6次。

## 历史
- 由于中国国铁吉林枢纽七家子客技站取消后吉林枢纽失去客车整备能力，2008年12月25日起，沈阳铁路局使用吉林—北京间T271/272次列车车体增开长春—吉林T543/544次特快旅客列车，载客同时回送车体至长春车辆段整备[1]。
- 根据铁道部2009年颁行的《列车运行图编制管理规则》，自2009年4月1日起，中国铁路开始实行新的铁路车次表示方式，长春—吉林间T543/4次特快旅客列车车次更改为T5315/6次[2]。
- 为配合长吉城际铁路工程建设，自2009年9月1日起吉林站封站改造[3]，T5315/6次列车被分流到吉林西站临时客站到发，经沈吉线、西哈联络线复原线运行。
- 2011年1月11日，T5315/5316次列车更改为全列卧铺车底。

- 随着吉林站改造工程的结束，自2011年8月28日吉林站新站房全部投入使用，T5315/T5316次列车恢复为吉林站始发终到 [4] 。
- 为迎接2012年暑运，铁道部门对2012年列车运行图进行了优化调整，自2012年7月1日起，长春至吉林T5315次全程停办客运业务。[5]
- 2014年6月23日起，0T5315/T5316次列车改为车体新造25T型客车。自同年7月8日起，吉林至长春T5316次停办客运业务。[6]
- 自2017年1月5日起，Z117/8次恢复七家子客车技术整备所检修整备，0T5315/6次列车变更区段为哈达湾—吉林。[7]

## 编组

### 历史编组（2011.1-2014.6）[8]
| 列车车厢编号 | 1                | 2            | 3-7          | 8            | 9-17         | 18           |
| 车型         | KD25K 空调发电车 | UZ25K 邮政车 | YW25K 硬卧车 | RW25K 软卧车 | YW25K 硬卧车 | XL25K 行李车 |

## 机车交路
0T5315/6次列车在长图铁路非电化区段使用沈阳铁路局吉林机务段的DF11G型柴油机车牵引。

## 历史时刻

### T5316次（2013年7月）[9]
| T5316次 | T5316次 | T5316次 | T5316次 |
| 车站    | 到点    | 开点    | 天数    |
| ------- | ------- | ------- | ------- |
| 吉林    | —       | 07:56   | 当日    |
| 九台    | 08:52   | 08:58   | 当日    |
| 长春    | 09:36   | —       | 当日    |

### T5315/5316次(2011年1月)[10]
| T5316次 | T5316次 | T5316次 | 停靠站 | T5315次 | T5315次 | T5315次 |
| 天数    | 到点    | 开点    | 停靠站 | 到点    | 开点    | 天数    |
| ------- | ------- | ------- | ------ | ------- | ------- | ------- |
| 当天    | —       | 07:40   | 吉林西 | 20:09   | —       | 当天    |
| 当天    | 09:23   | —       | 长春   | —       | 18:31   | 当天    |